# Пивкино (Пивкинский сельсовет)
Пивкино — село в Щучанском районе Курганской области. Входит в состав Пивкинского сельсовета.

## История
До 1917 года входило в состав Белоярской волости Челябинского уезда Оренбургской губернии. По данным на 1926 год состояло из 563 хозяйств. В административном отношении являлась центром Пивкинского сельсовета Миасского района Челябинского округа Уральской области.

## Население
| 1989 | 2002 | 2010 |
| ---- | ---- | ---- |
| 542  | ↘535 | ↘489 |

По данным переписи 1926 года в селе проживало 2510 человек (1184 мужчин и 1326 женщин), в том числе: русские составляли 99 % населения.